# Batalla de Pozo del Tigre-Ingavi
La batalla de Pozo del Tigre-Ingavi, al extremo norte del Chaco Boreal, de la Guerra del Chaco (1932-1935) entre Bolivia y Paraguay, fue el último cerco realizado por el ejército paraguayo y culminó con el aniquilamiento de una parte importante de la 6.ª  División boliviana. Esto permitió el rápido avance del Destacamento paraguayo Cazal Rivarola rumbo al fortín Ravelo lo que influyó para que Bolivia firmara, el 12 de junio de 1935, el Protocolo de Paz que acordó el cese de las hostilidades entre ambos ejércitos.

## Antecedentes
El fortín boliviano Ingavi, al norte del Chaco, ingresó al teatro de operaciones cuando el presidente Salamanca resucitó, en agosto de 1934, el viejo plan diseñado antes de la guerra por el coronel Ángel Rodríguez de atacar hacia el alto río Paraguay partiendo desde ese fortín. La inmediata reacción paraguaya ante esta iniciativa de Salamanca fue el rápido y sorpresivo avance del coronel Franco hacia el fortín boliviano “27 de Noviembre” y su captura el 17 de agosto de 1934 para cortar la ruta de abastecimiento boliviana hacia Ingavi. Posteriormente,  durante la ofensiva del coronel Toro hacia Picuiba, el general Estigarribia ordenó a Franco que capturara Ingavi, lo que se hizo enviando un destacamento que partió de la laguna Pitiantuta (fortín paraguayo Carlos A. López) y que luego de atravesar 220 km de monte impenetrable lo ocupó el 5 de octubre de 1934.
Seis meses después, la segunda fase del plan de la contraofensiva boliviana en la zona del río Parapetí incluyó la captura del fortín “27 de Noviembre”, partiendo desde Huirapitindí, y la ocupación del fortín Ingavi partiendo desde Roboré-Ravelo como bases para reiniciar nuevamente el antiguo plan del coronel Rodríguez.

## Ataque boliviano
A fines de abril de 1935, la 6.ª División boliviana con unos 3000 hombres, comandada por el coronel Ángel Ayoroa, integrada por los regimientos RI-14  "Florida" (al mando del teniente coronel Julio Bretel), y el RC-2 "Ballivián" (al mando del teniente coronel René Pantoja) inició su aproximación a Ingavi. El plan del Tercer Cuerpo de Ejército boliviano, al mando del general Raimundo González Flor, con asiento en Roboré, consistía en tomar el fortín Ingavi primero y desde allí avanzar hacia Aroma, al este, o a "27 de Noviembre" al suroeste.
El 27 de abril de 1935, los 265 soldados paraguayos que defendían el sector fueron puestos bajo el mando del teniente coronel José Cazal Rivarola con la promesa por parte del general Estigarribia, de quien dependía directamente, de reforzarlos hasta alcanzar un volumen de 2 regimientos. Su orden era que Ingavi no debía caer en manos enemigas dadas las conversaciones diplomáticas en curso y el objetivo estratégico paraguayo de mantener a Bolivia lo más lejos posible del alto río Paraguay (Cifrado N.º 5023 del Comanchaco del 27 de abril de 1935). Finalmente las fuerzas paraguayas fueron organizadas en tres raleados regimientos integrados por veteranos con años de combate, como era el caso del "Batallón 40" que había encabezado las maniobras en El Carmen e Yrendagüé a fines de 1934. Cazal reforzó las defensas de Ingavi con el mínimo indispensable de soldados y mantuvo por afuera una reserva móvil para realizar maniobras sobre el enemigo. Su problema principal era la larga línea logística de 220 km que desde el fortín Carlos A. López (Pitiantuta) pasaba por Madrejón. En ese tramo el transporte se realizaba con carretas tiradas por bueyes. Por el tipo de suelo los caminos al sur de Madrejon solían estar casi siempre bajo el agua.
El primer objetivo boliviano fue Pozo del Tigre, una posición adelantada a 14 km del fortín Ingavi.  Las fuerzas móviles paraguayas que defendían esa posición fueron presionadas frontalmente por el RC-2 “Ballivián” y al sentir el ataque lateral del RI-14 “Florida” retrocedieron hacia Ingavi. A fines de mayo, luego de un intenso choque de patrullas, los regimientos bolivianos siguieron su avance y atacaron el fortín con apoyo de la fuerza aérea pero fueron rechazados sufriendo unas 100 bajas. En este periodo el teniente coronel Cazal Rivarola hostilizó permanentemente al enemigo con patrullas reforzadas dando la sensación de que disponía de mayores fuerzas y de la iniciativa hasta tanto llegaran más refuerzos. Ayoroa decidió atrincherarse en Pozo del Tigre para incrementar también sus fuerzas antes de un nuevo intento. El jefe de Estado Mayor de la 6.ª División, teniente coronel Alfredo Sánchez, planeó atraer a las fuerzas paraguayas hasta Pozo del Tigre para rodearlas allí con la ayuda de los refuerzos que se habían solicitado. Esta maniobra no contaba con el acuerdo total del comando.

## Último cerco de la guerra
Mientras el coronel boliviano Arrieta reemplazaba al coronel Ayoroa, Cazal Rivarola, con no más de 850 hombres, comenzó a rodear al RI-14 “Florida” en Pozo del Tigre. Las fuerzas paraguayas se movieron con gran seguridad y rapidez debido al preciso conocimiento del terreno por haberlo explorado desde meses antes.

"Sea esta [la] oportunidad para dejar constancia de la precisión matemática con que el enemigo procedió en esos días". Coronel boliviano Felipe Arrieta en (Cazal Rivarola, 1979, p. 171)

El 5 de junio las fuerzas paraguayas completaron el cerco cortando el camino Ingavi-Ravelo, en la retaguardia del RI-14. Arrieta envió al RC-2 “Ballivián” para que abriera una brecha y salvara al regimiento cercado pero esta ayuda, por problemas de coordinación entre ambas unidades, no pudo realizarse. Tampoco sirvió el apoyo de la 5.ª División que debía defender la posición en “km 15” para permitir el escurrimiento de la 6.ª División.
Entre el 7 y el 8 de junio, la batalla de Ingavi terminó con la captura del teniente coronel Bretel -en ese momento comandante de la 6.ª División cercada-, de los mayores Marcial Menacho Páez y Humberto Berndt Vivanco, mercenario chileno que fuera contratado por el ejército boliviano en enero de 1935, y que al caer prisionero comandaba el regimiento "Ballivián". Se capturaron 2 jefes, 7 oficiales y 361 soldados.

"[...]una vez en su presencia, dijo que venía en nombre del coronel Bretel, comandante de la VI División boliviana, para solicitar las condiciones de rendición; pero al notar que el parlamentario era recibido afable y cortezmente, sin ningún maltrato, el enemigo, sin esperar contestación alguna, tiró sus armas y fue entragándose en gran cantidad; el coronel Bretel fue encontrado a unos 800 metros dentro del monte, rodeado de algunos oficiales en donde fue hecho prisionero". Teniente coronel (Cazal Rivarola, 1979, p. 246)

## Avance hacia el fortín Ravelo
Los días siguientes, las fuerzas de Cazal Rivarola, potenciadas por la captura de municiones, comida y camiones bolivianos, aceleraron su avance por el camino Ingavi-Ravelo persiguiendo a las fuerzas dispersas del resto de la 6.ª División que no habían sido cercadas, de la 5.ª División que acudió en su auxilio y de varios refuerzos que habían llegado, no dándoles tiempo para establecer una línea defensiva por lo que debían continuar su agotador repliegue hacia el fortín Ravelo.

"[Llega el prisionero boliviano] subteniente Maximiliano Rojas Zapata [...] en estado de total agotamiento [por] las continuas retiradas [que] debía hacerlo al trote para alcanzar sus nuevas posiciones [...] estas circunstancias estaban desmoralizando muchísimo a oficiales y tropas, tanto a las que estaban actuando como las que venían de refuerzos, para estos últimos el panorama que observaban no era nada halagador y rápidamente se apoderaba de ellos el mismo estado de ánimo de sus compañeros. Lo que viene a corroborar [...] que el cese del fuego libró a Bolivia, en ese sector, de un descalabro aún mayor". Teniente coronel paraguayo (Cazal Rivarola, 1979, p. 311)

La velocidad del avance impidió que las fuerzas bolivianas pudieran sostenerse en el "km 25" ni en el "km 35" o "Pozo del bárbaro" donde existía una importante fortificación. En el avance se capturaron prisioneros y sobre todo camiones, armas y provisiones que eran fundamentales para el ejército paraguayo.

"Comanchaco (el general Estigarribia) toma las disposiciones de que nuestro convoy vaya conduciendo prisioneros y heridos por itinerario [...] más corto para llegar a “180” y de allí a Camacho. De paso tener asegurada esa vía, con los puestos de etapas para el reaprovisionamiento, para la emergencia que, de continuar más la guerra, utilizar dicho camino como eje para aprovisionamiento de pertrechos y tropas para una posible gran maniobra que ya se vislumbraba por el sector Ingavi-Ravelo-Roboré, pues con la victoria de Ingavi [...] se le presentaba indiscutiblemente nuevos planteamientos y favorables perspectivas tácticas y estratégicas. Teniente coronel paraguayo José (Cazal Rivarola, 1979, p. 291)

El coronel Toro, a cargo del Estado Mayor, responsabilizó a los comandantes del Tercer Cuerpo por el fracaso debido a la "mala interpretación" de sus "terminantes directivas". Nueve años después de terminada la guerra, en respuesta a esta acusación, el coronel Angel Rodríguez, en la edición de "El Diario" de La Paz, de 10 de agosto de 1944, acusó a David Toro de descargar su responsabilidad sobre sus subordinados. Señaló que las "tenazas" de Toro no podían realizarse en el escenario chaqueño ni tampoco "Hinderburguear [sic] que al enemigo hay que cortarle sus comunicaciones lejos y con bastantes tropas. Al respecto le recordó sus fracasos al mando del Cuerpo de Caballería, desde Carandayty hasta La Faye.
En ese mismo momento, en Buenos Aires (Argentina), las partes acordaron firmar, el 12 de junio, un protocolo de paz. Ese mismo día, las tropas de Cazal Rivarola que ya habían avanzado 32 kilómetros desde Ingavi, estaban a solo 15 kilómetros de su nuevo objetivo: Ravelo, con consecuencias militares "imprevisibles". Estos hechos influyeron en la Delegación boliviana para decidirse a firmar el protocolo de paz:

“Prácticamente hemos perdido el Chaco. Hoy el problema de la guerra está vinculado a la desintegración de los departamentos de Santa Cruz y Tarija y a la pérdida de nuestras riquezas petrolíferas. Frente a esta situación no podemos cruzarnos de brazos y espectar el drama, cuya prolongación puede causar la ruina definitiva del país”. Tomas Manuel Elío, Jefe de la Delegación boliviana en Buenos Aires. Actas. Buenos Aires (Argentina), 5 de junio de 1935 en (Guachalla, 1978, p. 207)